# Mírová smlouva s Rumunskem (1947)
Mírová smlouva s Rumunskem z roku 1947 je mírová smlouva mezi Rumunskem a vítěznými spojenci ukončující druhou světovou válku. Smlouva byla podepsána v Paříži 10. února 1947. Ve Sbírce zákonů byla vyhlášena pod číslem 209/1947 Sb.
Podmínky mírové smlouvy zahrnovaly:
- nulitu druhé vídeňské arbitráže[1]
- státní hranice se Sovětským svazem podle sovětsko-rumunské smlouvy z roku 1940 a sovětsko-československé z roku 1945
- ostatní hranice Rumunska obnoveny k 1. lednu 1941
- otázky válečných zločinců
- repatriace válečných zajatců[2]

Válečný stav mezi Maďarskem a Rumunskem skončil dnem, kdy nabyly platnost mírová smlouva s Maďarskem a mírová smlouva s Rumunskem.